# 利萨克 (上卢瓦尔省)
利萨克（法語：Lissac，法語發音：[lisak]）是法国上卢瓦尔省的一个市镇，位于该省中部，属于勒皮区。

## 地理
利萨克（45°7'58"N, 3°46'2"E）面积12.03 平方千米，位于法国奥弗涅-罗讷-阿尔卑斯大区上盧瓦爾省，该省份为法国中南部省份，北起多姆山省和卢瓦尔省，西接康塔爾省，南至洛泽尔省，东临阿尔代什省。
与利萨克接壤的市镇（或旧市镇、城区）包括：塞欧达莱格尔、卢德、圣波利安、瓦泽耶-利芒德尔、韦尔纳萨勒。

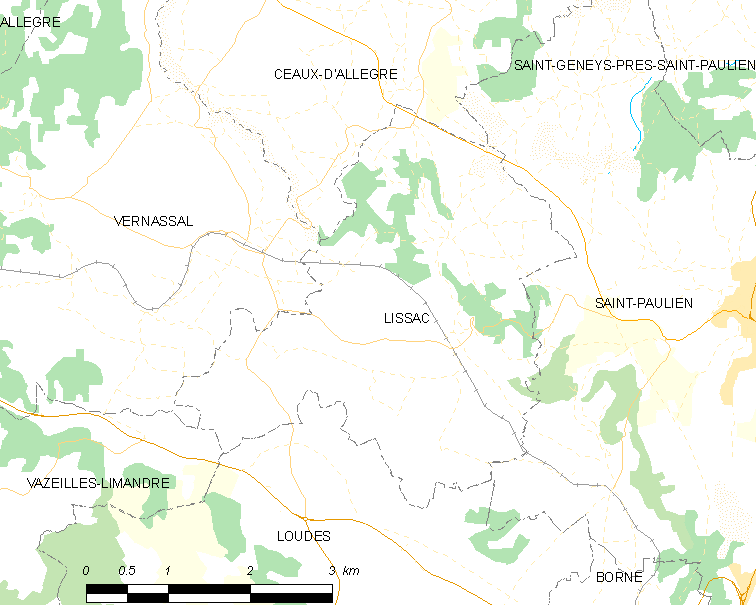
的OSM定位图

利萨克的时区为UTC+01:00、UTC+02:00（夏令时）。

## 行政
利萨克的邮政编码为43350，INSEE市镇编码为43122。

## 政治
利萨克所属的省级选区为圣波利安县。

## 人口

1962-2008年间人口变化图示

利萨克于2022年1月1日时的人口数量为293人。